# Велика пијаца (Београд)
Велика пијаца основана је 1824. године поред некадашњег турског гробља, а после Студентског парка у склопу Студентског трга у Београду.

## Историја
Велика пијаца налазила се на простору Академског парка, данашњи Студентски парк преко пута Универзитета с једне стране, а са друге стране Управе града Београда, Главњача, а данас Хемијског факултета. До њеног отварања српски сељаци су били принуђени да своје производе продају на путевима којима се прилазило граду, док би их турски војници после откупа од сељака препродавали по вишим ценама у самом центру Београда.

Сељаци су се стално жалили да им турски војници отимају робу на прилазу варошким капијама. То је досадило и српским и турским властима, па су заједнички одлучили 1824. године да се отвори  пазариште тј. пијаца. Кратко време се налазила на крају Кнез Михаилове улице. После је пресељена поред турског гробља на месту данашњег Студентског парка.

Током 1862. године премештена је на Теразије, тик уз Теразијску чесму, али је 1871. године референдумом грађана враћена на првобитну адресу.
Сам назив Велика пијаца је означавао важност ове пијаце у односу на остале пијаце у Београду. Простор пијаце је био сусрет сеоског и градског становништва. Сељаци су били одевени у народне ношње и давали су живописан изглед самом амбијенту пијаце.
 Године 1887. Велика пијаца променила је име у Пијаца Светог Андреја.

Велика пијаца је затворена 1927. године као градско ругло. Пијаца је представљала средиште Београда где је пулсирао живот. Ту су се могли видети стари Јевреји са дугим брадама, јеврејске жене са шареним марамама обавијеним око феса покривеног црним кићанкама, турске хануме огрнуте фереџама, грађани у широким чакширама, српски жандари, српске жене у фистану и либадету са фесом на глави.

## Изглед Велике пијаце
После рушења турског гробља испред Капетан—Мишиног здања, постављена је пијаца која је имала неколико редова. У горњем делу , према Великој школи, пијаца је била неуређена, па није било изграђених тезги. Сељаци су разврставали робу на асурама, чаршаву или директно продавали из донетих корпи. Сељаци су продавали намирниц које су сами производили и доносили у Београд. Иза њих су обично били професионални продавци. То су били купци који су куповали робу по нижој цени, доносили је на Велику пијацу и продавали је по вишим ценама. Звали су их пиљарима. Иза њих, на централном делу пијаце, подигнуте су дрвене бараке. Ту су биле смештене месаре. Иза њих, а према Хемијском факултету су продавале робу земунске пиљарице, а после њих аласи.

## Утицај Емилијана Јосимовића
Емилијан Јосимовић, архитекта и професор Велике школе, је имао задатак да Београду да нов национални идентитет после одласка Турака. У вароши су фалиле и пијаце, али и зелене површине. Посебну пажњу посветио је просторима за нове пијаце, јер по његовом мишљењу једна велика пијаца није могла да буде приступачна читавом београдском становништву. Такође, желео је и да на други начин искористи велику површину у центру вароши, коју је заузимала пијаца. Његов предлог био је да се Велика пијаца измести на три нове тачке Београда, а тај простор да се искористи као зелена површина којих није било много у то време. Ипак, Велика пијаца је наставила са радом све до 1926. године. Била је мање површине због новоизграђеног Универзитетског парка. Године 1926. градска управа је коначно затворила ову пијацу и тада су настале Каленић и Јованова пијаца.

## Цене на Великој пијаци
Ока кафе је тада коштала три гроша. Наднице су износиле 4—15 гроша у зависности од врсте послова и нагодбе. Продавала су се дрва 4—8 цванцика по колима, маст се продавала по 3 гроша и 20 пара ока, ћумур 55 пара врећа, јаја која су се продавала на пар 18—22 паре пар.

## Занимљивости
- У Београдским општинским новинама објављено је који делови вароши су у систему чишћења. Кад је реч о Великој пијаци чисти се цео калдрмисан простор са делом калдрме испред Велике школе до Дилберове апотеке, као и цео простор некалдрмисаног земљишта око парка и свуда где продавци долазе с колима и стоје.[10]
- Одношење ђубрета из кварта Варошког, са Велике пијаце је суботом, као и у улицама Васина, Узун Миркова и Глумачка.[11]
- Занимљиво је да се у 19. веку долазило на пијацу како би људи пронашли помоћ у кући (зуску или педантну даму), тако да су те жене овде гланцале посуђе, чистиле ципеле, прале веш, шиле.[1]
- У пожару 29. јула 1923. страдало је 68 "барака" а још 25 је разваљено ради спречавања ширења ватре.[12] У то време за пијацу је речено да "једна је срамота и прави резервоар нечистоће".[13]

### ХотелМакедонија
Са бочне стране Велике пијаце налазио се хотел Македонија, на врху Васине улице. То је била трговачка кафана где су свраћали сви трговци из унутрашњости. Кафана је била на неки начин врста пијачног вашара. Ту су свраћали сви који су дошли на пијацу, и они који пазаре, али и трговци, било на кафу или ракију.